# Isonychus paranus
Isonychus paranus är en skalbaggsart som beskrevs av Moser 1921. Isonychus paranus ingår i släktet Isonychus och familjen Melolonthidae. Inga underarter finns listade i Catalogue of Life.